# Агротехнічний центр Алаві
Агротехнічний центр Алаві (перс. كشت وصنعت علوي) — село в Ірані, у дегестані Гакімабад, у Центральному бахші, шахрестані Зарандіє остану Марказі. За даними перепису 2006 року, його населення становило 27 осіб, що проживали у складі 6 сімей.